# Chrysotoxum lessonae
Chrysotoxum lessonae là một loài ruồi trong họ Ruồi giả ong (Syrphidae). Loài này được Giglio-Tos mô tả khoa học đầu tiên năm 1890. Chrysotoxum lessonae phân bố ở vùng Cổ Bắc giới